# AZLK
AZLK (en ruso: АЗЛК, Автомобильный завод имени Ленинского комсомола, transliterado como Avtomobilnyj Zavod imeni Leninskogo Komsomola, literalmente "Fábrica de Automóviles de la liga de la Komsomol (Juventud Comunista del PCUS) Leninista") es una histórica fábrica de automóviles ubicada en la ciudad de Moscú, antigua capital de la Unión Soviética y sede del gobierno de la Rusia actual. Ha producido los tradicionales autos Moskvitch o Moskvich (Москвич).

## Historia
Nota:Para su continuación, véase en "Avtoframos'
Fundada en 1930 como KIM (Коммунистический интернационал молодежи o Kommunisticheskiy Internatsional Molodiezhi, "Juventud Comunista Internacional"), la planta se convirtió en el año de 1939 en MZMA (ruso: Московский Завод Mалолитражных Aвтомобилей, transliterado como Moskovskij Zavod Malolitrazhnyh Avtomobilej, "Pequeña fábrica de automóviles"), antes de cambiar su nombre en 1956 por el de AZLK.
Habiendo comenzado su producción en 1939, en pleno período de industrialización estalinista, los vehículos que producía la planta se vendieron con la marca Moskvitch, reconocidos por su baja calidad. Originalmente, la planta estaba bajo el comando de GAZ (Горковский Автомобильный Завод o Gorkovskij Avtomobilnyj Zavod, "Fábrica Automotriz Gorky") fundada casi al mismo tiempo, pero ya para ese mismo 1939 era operacionalmente independiente. El rol de AZLK en la Unión Soviética era el de la producción de autos pequeños, desde compactos hasta medianos. Después de la privatización de 1991, la planta adoptó a Moskvitch (o Moskvich) como su nombre corporativo. Hoy en día es muy raro encontrar un  vehículo producido en esta planta debido a su baja calidad y durabilidad.

## Nombres históricos de la fábrica
- Renault Russia (2002-presente).
- Moskvitch Stock Venture (desde 1991 hasta su quiebra en 2002),
- АО Москвич (transliterado como AO Moskvich, desde 1991 hasta su quiebra en 2002) nombre original en ruso,
- AZLK (1969 - 1991) sigla latina de "Fábrica de Automóviles de la Komsomol Leninista",
- АЗЛК (1969 - 1991, grafía original rusa correspondiente a la sigla anterior,
- MZMA (1949 - 1969) sigla transliterada de "Fábrica de Moscú de Automóviles de Baja Cilindrada",
- МЗМА (1949 - 1969) grafía rusa de la sigla anterior.